# Ópera metropolitana de Taichung
La Ópera metropolitana de Taichung (en chino tradicional, 臺中國家歌劇院; pinyin, Táizhōng Guójiā Gējù Yuàn) es un teatro de ópera situado en el distrito de Xitun, en Taichung, Taiwán. La superficie estimada de la estructura es de 57.685 metros cuadrados y tiene capacidad para 2007 personas en el escenario principal. Fue diseñado por el arquitecto japonés Toyo Ito en colaboración con el diseñador Cecil Balmond. Las trabajos de construcción se iniciaron en 2009 y fue inaugurado de forma oficial en 2016.

## Galería

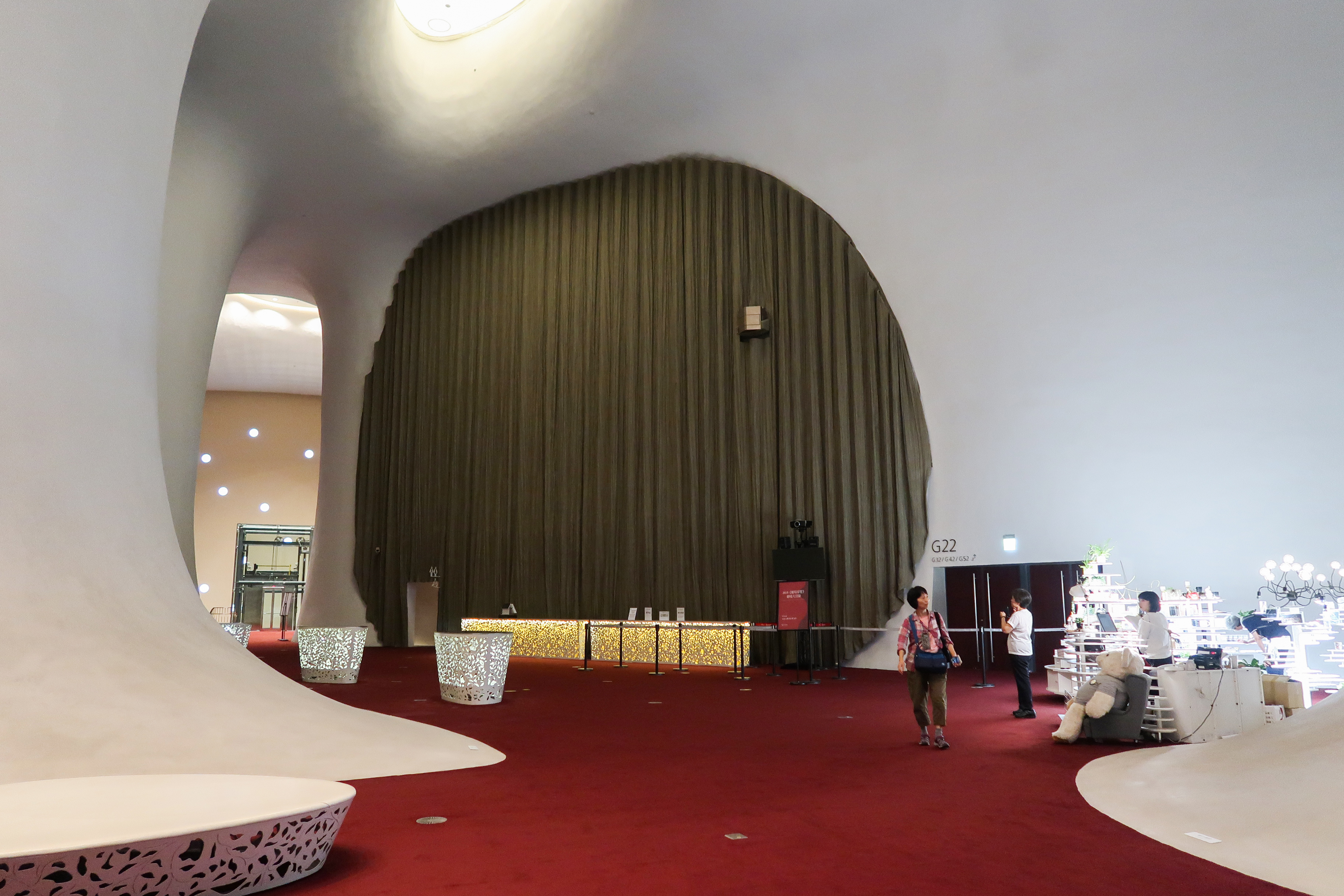
Vestíbulo
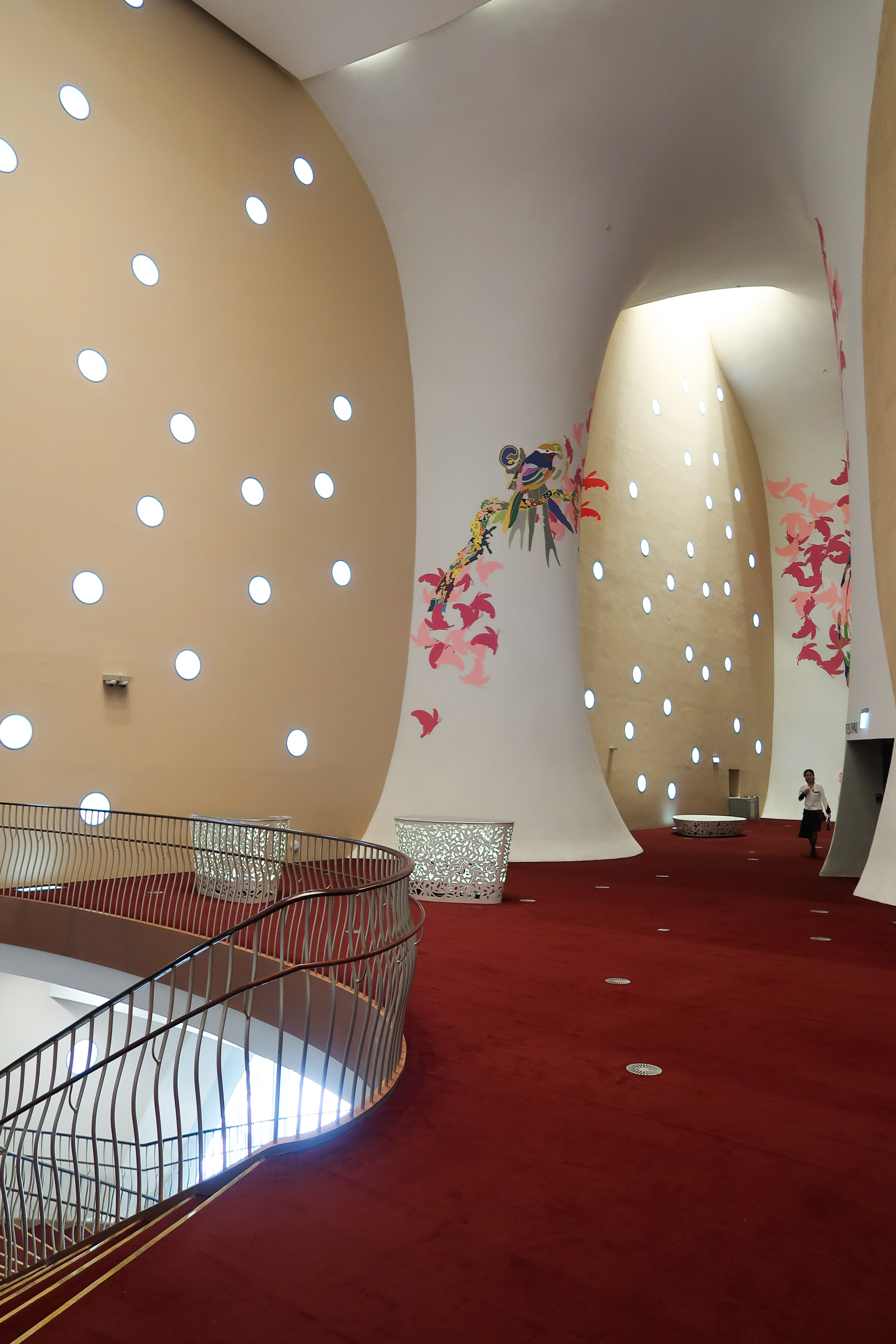
Agujeros de ventilación en el segundo piso
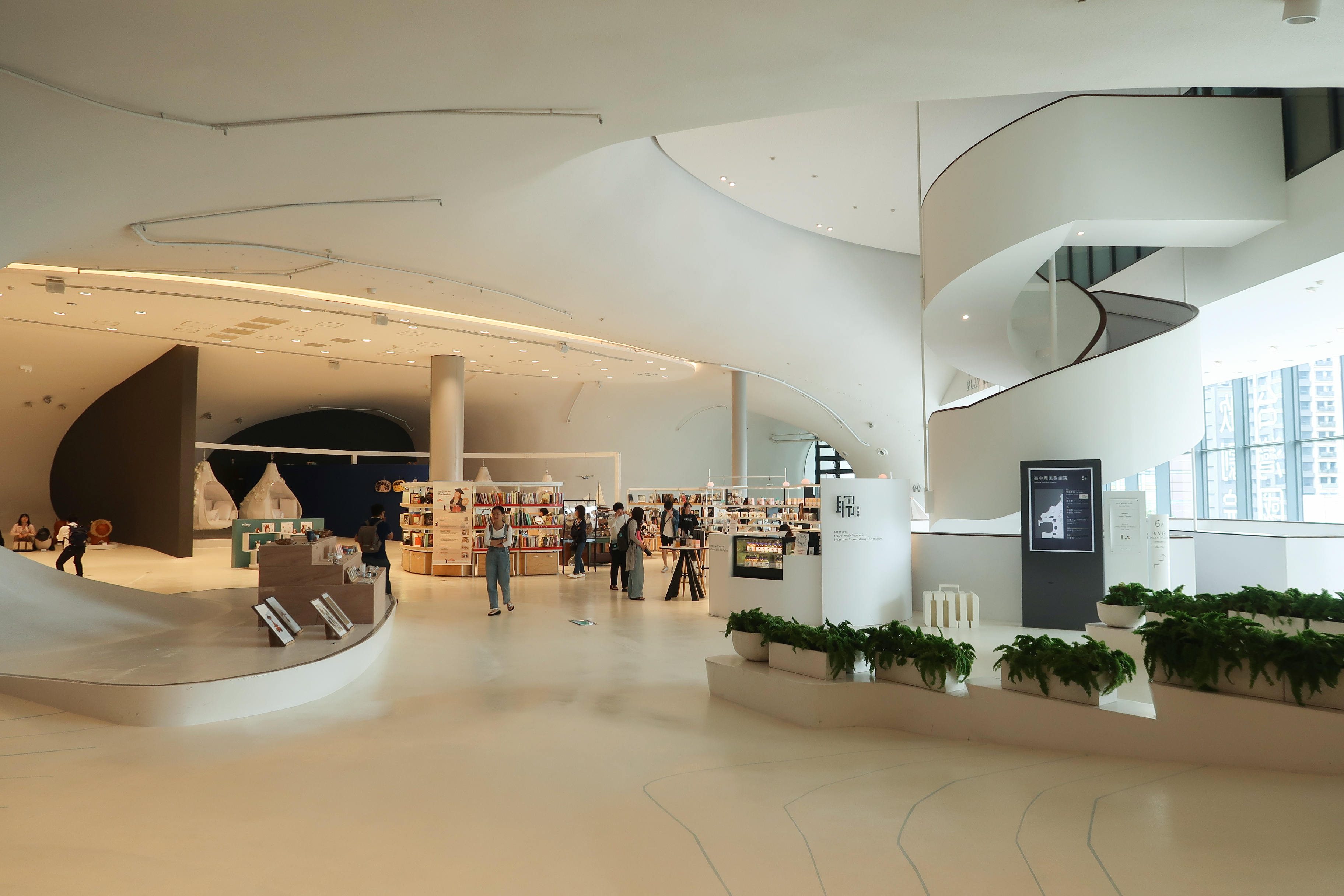
Tienda en la quinta planta
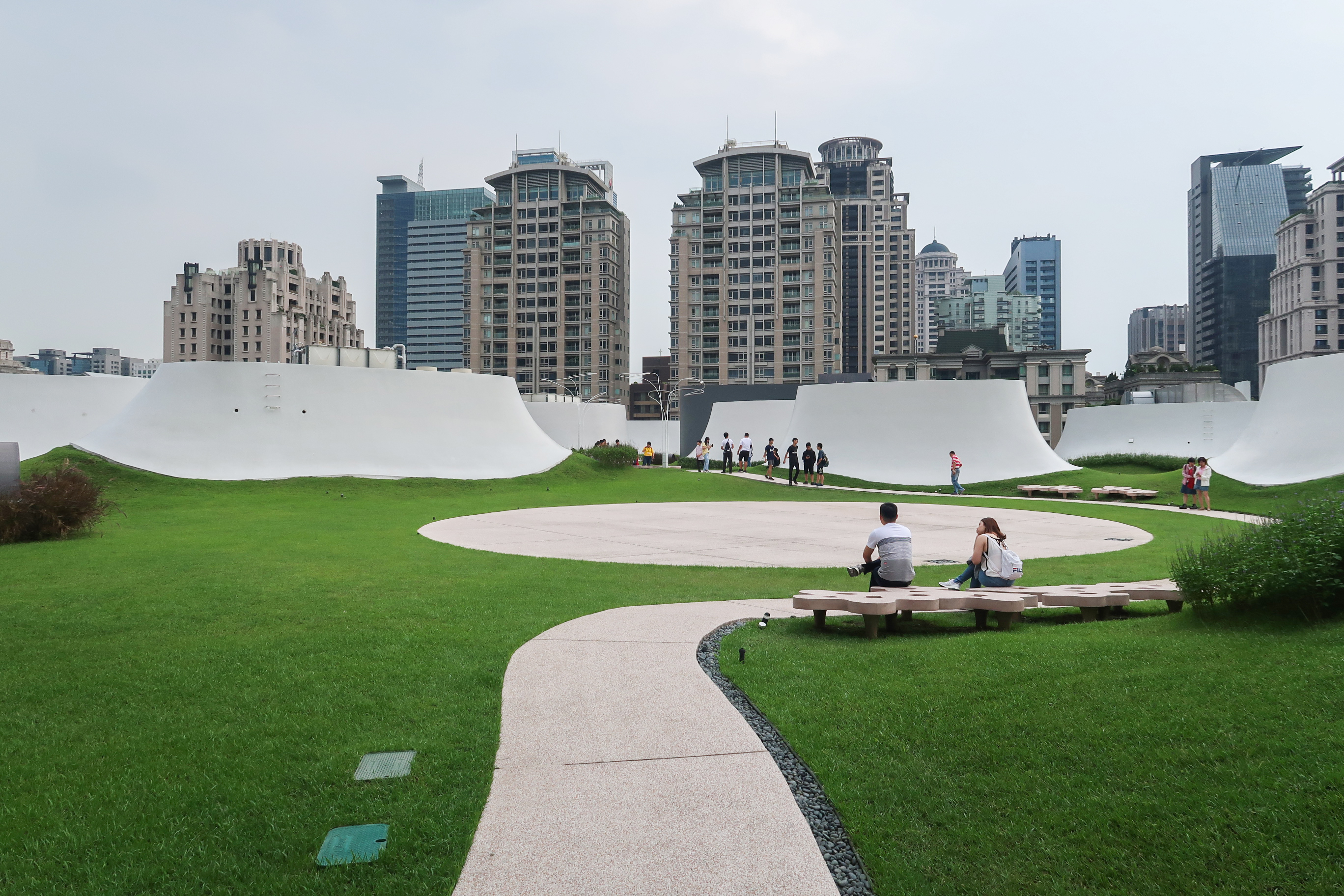
Jardín en la azotea